# الدنا
الدنا (به آلمانی: Eldena) یک شهر در آلمان است که در لودویگسلوست-پارشیم واقع شده‌است. الدنا ۱٬۳۸۴ نفر جمعیت دارد.